# Val d'Arry
Val d'Arry è un comune francese di nuova costituzione in Normandia, dipartimento del Calvados, arrondissement di Vire. Il 1º gennaio 2017 è stato creato accorpando i comuni di Locheur, Noyers-Missy e Tournay-sur-Odon.